# محطة تايشان للطاقة النووية
محطة تايشان للطاقة النووية (بالصينية: 台山核电站) هي محطة للطاقة النووية تقع في مدينة تايشان، مقاطعة غوانغدونغ، الصين. تعود ملكية المشروع لشركة «غوانغدونغ تايشان للطاقة النووية المشتركة المحدودة (TNPC)»، والتي بدورها مملوكة بنسبة 70٪ لمجموعة الصين العامة للطاقة النووية (CGNPC) وبنسبة 30٪ لشركة كهرباء فرنسا (EDF).
تضم المحطة مفاعلين فعّالين من نوع المفاعل النووي الأوربي المضغوط (EPR)، دخلت الوحدة الأولى «تايشان 1» الخدمة التجارية في ديسمبر 2018. بينما دخلتها الوحدة «تايشان 2» في سبتمبر 2019. وبذلك كانت محطة تايشان أول محطة طاقة نووية لديها مفاعل EPR قيد التشغيل، ذلك أن التأخير قد لحق بمواقع إنشاء أخرى في فنلندا وفرنسا مجهزة للعمل بمفاعلات EPR.
تبلغ الطاقة الاسمية لكل مفاعل على حدة 1750 ميجاواط، تعمل معها مولدات من توع «Arabelle» والتي تعتبر أكبر مولدات كهربائية أحادية القطعة في العالم، حيث يزن كل منها 495 طنًا، وجرى بناؤها بواسطة دونغفانغ الكتريك. من مجموع 3500 ميجاواط فإن حوالي 180 ميجاواط يجري استهلاكها في تشغيل أنظمة المصنع، معظمها لتشغيل المضخات التي تغذي مولدات البخار بالمياه. يُستنتج من ذلك أن زوج المفاعلات قادرة على إنتاج صافي قدره 3320 ميجاواط تزود به الشبكة، مما يجعل هذه المفاعلات أقوى المفاعلات في العالم.

## التاريخ
بدأت أعمال الحفر في 26 أغسطس 2008. وكانت أول صبّة خرسانة للوحدة الأولى في أكتوبر 2009. كان من المخطط أن يستغرق بناء كل وحدة 46 شهرًا، أي بشكل أسرع وأرخص بكثير من أول مفاعلي EPR في فنلندا وفرنسا، لكن ثبت أن هذه الخطط بعيدة المنال، فقد تأخر بدء التشغيل بشكل متكرر. وفي فبراير 2017، أي بعد 88 شهرًا من البناء، أعلنت مجموعة CGNPC أن استكمال المفاعلات سيتأخر للفترة ما بين النصف الثاني من 2017 والنصف الأول من 2018.
في ديسمبر 2017، ذكرت وسائل إعلام هونغ كونغ أن إحدى الغلايات قد تصدعت أثناء الاختبار، واعتبر اللّحام على الوحدة «إشكاليًا». حينها لم يردّ مشغلو المحطة النووية ولا حتى الشركة المصنعة للوحدة المتضررة على طلب وكالة الأنباء بالتعليق حول الأمر. لاحقًا تبين أن الغلاية هي نازع هواء، وهو جهاز يزيل الأكسجين المذاب من الماء عن طريق التسخين.